# Paweł Kowal
Paweł Robert Kowal (ur. 22 lipca 1975 w Rzeszowie) – polski polityk, politolog, historyk i publicysta, doktor habilitowany nauk społecznych, profesor ISP PAN.
Poseł na Sejm V, VI, IX i X kadencji, w latach 2006–2007 sekretarz stanu w Ministerstwie Spraw Zagranicznych, deputowany do Parlamentu Europejskiego VII kadencji, w latach 2011–2014 prezes partii Polska Jest Najważniejsza, w latach 2013–2017 przewodniczący rady krajowej Polski Razem.

## Życiorys

### Wykształcenie i działalność zawodowa
Absolwent I Liceum Ogólnokształcącego im. ks. Stanisława Konarskiego w Rzeszowie. W 1999 ukończył studia na Wydziale Historycznym Uniwersytetu Jagiellońskiego. W latach 1996–1998 studiował w Collegium Invisibile w Warszawie pod kierunkiem Krystyny Kersten. Odbył podróże badawcze do Jakucji, Buriacji i Chakasji. W 1999 został asystentem w Instytucie Studiów Politycznych Polskiej Akademii Nauk. W styczniu 2011 w tej jednostce obronił napisaną pod kierunkiem Jana Kofmana pracę doktorską zatytułowaną Polityka ekipy gen. Wojciecha Jaruzelskiego w latach 1986–1989. Próba reformy w systemie władzy, następnie objął stanowisko adiunkta w ISP PAN. Zatrudniony również w Kolegium Europejskim w Natolinie. Habilitował się 22 lutego 2019 w ISP PAN w zakresie nauk społecznych, przedstawiwszy rozprawę pt. Testament Prometeusza. Źródła polityki wschodniej III Rzeczypospolitej. W tym samym roku objął stanowisko profesora Instytutu Studiów Politycznych PAN. Został również wykładowcą w Studium Europy Wschodniej Uniwersytetu Warszawskiego, objął tam też funkcję kierownika Podyplomowych Studiów Wschodnich.
W pracy naukowej zajął się w szczególności kwestiami polityki wschodniej Polski i UE oraz historii współczesnej. Autor artykułów publicystycznych na tematy polityki międzynarodowej. Został redaktorem naczelnym kwartalnika „Sprawy Międzynarodowe”.
Od 1998 do 2000 był zatrudniony w Kancelarii Prezesa Rady Ministrów, m.in. kierował wydziałem w Departamencie Spraw Zagranicznych. W latach 2000–2001 pełnił obowiązki dyrektora Departamentu Współpracy z Zagranicą i Integracji Europejskiej w Ministerstwie Kultury i Dziedzictwa Narodowego. Od 2001 do 2003 pracował jako ekspert ds. polityki wschodniej w Centrum Stosunków Międzynarodowych. W latach 2003–2005 był dyrektorem Mazowieckiego Centrum Kultury i Sztuki. Od 2003 pracował jako ekspert w Muzeum Powstania Warszawskiego, był współautorem koncepcji tego muzeum. W 2005 kierował Biurem Prasowym Prezydenta m.st. Warszawy.

### Działalność polityczna
Związał się z Prawem i Sprawiedliwością. W latach 2002–2005 przewodniczył radzie dzielnicy Ochota. W wyborach parlamentarnych w 2005 został wybrany na posła w okręgu chrzanowskim. W Sejmie do 2006 był przewodniczącym Komisji Kultury i Środków Przekazu i wiceprzewodniczącym Klubu Parlamentarnego Prawo i Sprawiedliwość. Od 20 lipca 2006 do 22 listopada 2007 pełnił funkcję sekretarza stanu w Ministerstwie Spraw Zagranicznych w rządzie Jarosława Kaczyńskiego. W wyborach parlamentarnych w 2007 po raz drugi uzyskał mandat poselski, otrzymując 26 184 głosy. W Sejmie objął stanowisko wiceprzewodniczącego klubu parlamentarnego PiS, a także wiceprzewodniczącego Komisji Spraw Zagranicznych.
W wyborach do Parlamentu Europejskiego w 2009 został wybrany na eurodeputowanego w okręgu wyborczym Kraków, otrzymując 18 614 głosów. W PE przystąpił do grupy Europejscy Konserwatyści i Reformatorzy, objął funkcję przewodniczącego delegacji do komisji współpracy parlamentarnej UE-Ukraina.
22 listopada 2010 wystąpił z Prawa i Sprawiedliwości w związku z zaangażowaniem się w działalność ugrupowania Polska Jest Najważniejsza. 4 czerwca 2011 został wybrany na stanowisko prezesa partii o tej nazwie (wstąpił do niej dzień wcześniej). 7 września 2011 został powołany w skład Rady Bezpieczeństwa Narodowego, odwołany został z niej 27 grudnia tego samego roku.
7 grudnia 2013 kierowana przez niego partia została rozwiązana, współtworząc powołaną na bazie ruchu społecznego „Godzina dla Polski” nową partię Polska Razem, w której Paweł Kowal objął funkcję przewodniczącego rady krajowej. W 2014 z jej listy bezskutecznie ubiegał się o europarlamentarną reelekcję. We wrześniu 2015, po niewpisaniu go wbrew ustaleniom na listę kandydatów PiS do Senatu, wycofał się z działalności politycznej (formalnie pozostał na czele rady krajowej Polski Razem do momentu przekształcenia partii w listopadzie 2017).
W lipcu 2019 ogłosił swój start w wyborach do Sejmu z listy Koalicji Obywatelskiej z pierwszego miejsca w okręgu krakowskim. W wyborach z października tegoż roku uzyskał mandat poselski, otrzymując 76 720 głosów. W Sejmie IX kadencji został wiceprzewodniczącym Komisji Spraw Zagranicznych.
W wyborach w 2023 utrzymał mandat poselski na kolejną kadencję, kandydując jako lider listy KO w okręgu rzeszowskim i otrzymując 63 534 głosy. W X kadencji Sejmu objął funkcję przewodniczącego Komisji Spraw Zagranicznych. W 2024 został przewodniczącym Rady do spraw Współpracy z Ukrainą.

### Działalność społeczna
Działał w Radzie Młodzieży Rzeszowa, m.in. jako jej przewodniczący. W latach 1996–1998 pełnił funkcję prezesa Klubu Jagiellońskiego, działał także w Centrum im. Mirosława Dzielskiego w Krakowie. W latach 1997–2005 był współpracownikiem Ośrodka Myśli Politycznej, gdzie kierował m.in. programem Państwo Polskie wobec Polaków na Wschodzie. Członek Stowarzyszenia Wspólnota Polska i od 2005 jako członek nadzwyczajny Światowego Związku Żołnierzy Armii Krajowej. Współpracownik Kolegium Europy Wschodniej im. Jana Nowaka-Jeziorańskiego we Wrocławiu, w 2007 został członkiem rady kolegium. Zasiadał też w radzie programowej Instytutu Spraw Publicznych. W 2008 został honorowym członkiem Ochotniczej Straży Pożarnej w Choczni. W 2011 założył Fundację Energia dla Europy. W 2014 został przewodniczącym rady programowej przedstawicielstwa Polskiej Akademii Nauk w Kijowie. Od 2016 związany z think tankiem Medyczna Racja Stanu, którego był współzałożycielem, w 2021 wszedł w skład rady Fundacji Kaukaskiej.

## Wyniki w wyborach ogólnopolskich
| Wybory | Komitet wyborczy                  | Komitet wyborczy       | Organ                              | Okręg          | Wynik           |
| ------ | --------------------------------- | ---------------------- | ---------------------------------- | -------------- | --------------- |
| 2005   |                                   | Prawo i Sprawiedliwość | Sejm V kadencji                    | nr 12          | 12 625 (6,30%)  |
| 2007   | Sejm VI kadencji                  | Prawo i Sprawiedliwość | 26 184 (9,78%)                     | nr 12          |                 |
| 2009   | Parlament Europejski VII kadencji | Prawo i Sprawiedliwość | nr 10                              | 18 614 (2,00%) |                 |
| 2014   |                                   | Polska Razem           | Parlament Europejski VIII kadencji | nr 4           | 25 037 (3,28%)  |
| 2019   |                                   | Koalicja Obywatelska   | Sejm IX kadencji                   | nr 13          | 76 720 (11,82%) |
| 2023   | Sejm X kadencji                   | Koalicja Obywatelska   | nr 23                              | 63 534 (9,43%) |                 |

## Życie prywatne
Jest żonaty, ma czworo dzieci.

## Odznaczenia i wyróżnienia
- Krzyż Oficerski Orderu Odrodzenia Polski (2014)[32][33]
- Krzyż Wielki Orderu Zasługi (2008, Portugalia)[34]
- Order „Za Zasługi” III stopnia (2007, Ukraina)[35][36]
- Srebrny Medal „Zasłużony Kulturze Gloria Artis” (2005)[37]
- Srebrny Medal „Opiekun Miejsc Pamięci Narodowej” (2005)
- Nagroda im. Profesora Tomasza Strzembosza za książkę Koniec systemu władzy (2013)[38]
- Wyróżnienie tygodnika „Polityka” w rankingu na najlepszych polskich europosłów (2013)[39]
- Nagroda „Rzeczpospolitej” im. Jerzego Giedroycia (2014)[40]
- Nagroda Pojednania Polsko-Ukraińskiego (2015)[41]
- Nagroda „Przeglądu Wschodniego” za książkę Testament Prometeusza. Źródła polityki wschodniej III Rzeczypospolitej (2019)[42]
- Nagroda Klio III stopnia za książkę Trauma i sława w kategorii autorskiej (2023)[43]
- Nagroda im. Józefa Łukaszewicza za książkę Abakanowicz. Trauma i sława (2024)[44]

## Publikacje

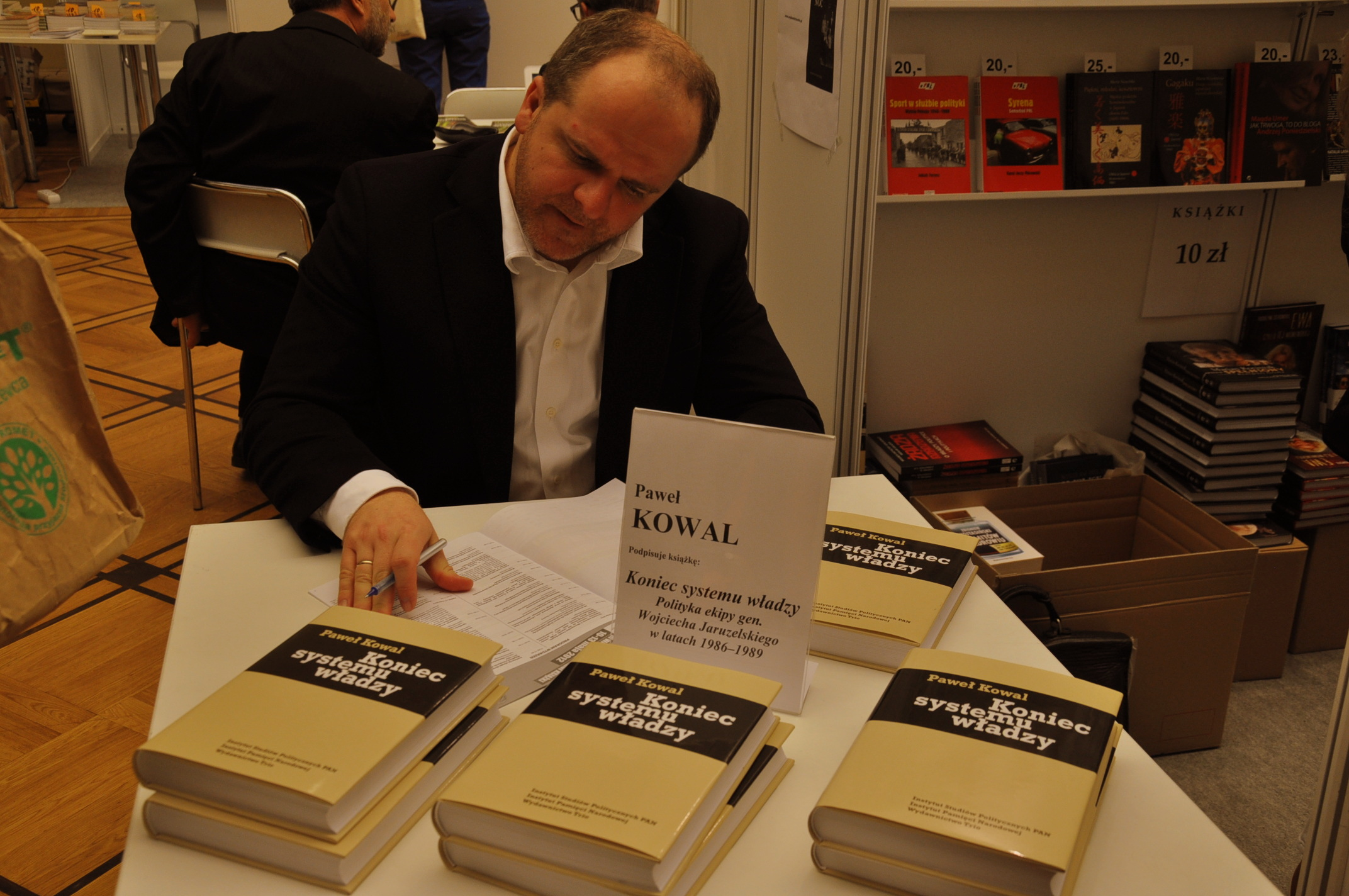
Paweł Kowal podczas Warszawskich Targów Książki w 2012

- Państwo polskie wobec Polaków na Wschodzie (współautor), Kraków 2000
- Włodzimierz Bączkowski. O wschodnich problemach Polski. Wybór pism (współautor), Kraków 2000
- Nie jesteśmy ukrainofilami (współautor), Wrocław 2002
- „Wymiar wschodni” UE – szansa czy idée fixe polskiej polityki? (redaktor, współautor), Warszawa 2002
- Krajobrazy z Mistralami w tle, Kraków 2011[1]
- Koniec systemu władzy. Polityka ekipy gen. Wojciecha Jaruzelskiego w latach 1986–1989, Warszawa 2012
- Między Majdanem a Smoleńskiem. Rozmawiają Piotr Legutko i Dobrosław Rodziewicz, Kraków 2012
- Jaruzelski. Życie paradoksalne (współautor), Kraków 2015
- Testament Prometeusza. Źródła polityki wschodniej III Rzeczypospolitej, Warszawa-Wojnowice 2018
- Muzeum i zmiana. Losy muzeów narracyjnych (współredaktor, współautor), Warszawa-Kraków 2019
- Inicjatywa Trójmorza: geneza, cele i funkcjonowanie (współautor z Agnieszką Orzelską-Stączek), Warszawa 2019
- Three Revolutions: Mobilization and Change in Contemporary Ukraine I. Theoretical Aspects and Analyses on Religion, Memory, and Identity (współautor, współredaktor z Georges’em Minkiem i Iwoną Reichardt), Stuttgart 2019
- Three Revolutions: Mobilization and Change in Contemporary Ukraine II. An Oral History of the Revolution on Granite, Orange Revolution, and Revolution of Dignity (współautor, współredaktor z Georges’em Minkiem, Iwoną Reichardt i Adamem Reichardtem), Stuttgart 2019
- Spokojnie już nie będzie. Koniec naszej belle epoque (współautor z Agnieszką Lichnerowicz), Warszawa 2023
- Abakanowicz. Trauma i sława, Warszawa 2023
- Pięć kręgów imperium. Długi koniec Rosji, Warszawa 2023